# C10orf53
C10orf53 (англ. Chromosome 10 open reading frame 53) – білок, який кодується однойменним геном, розташованим у людей на 10-й хромосомі. Довжина поліпептидного ланцюга білка становить 93 амінокислот, а молекулярна маса — 10 399.
| 10         |  | 20         |  | 30         |  | 40         |  | 50         |
| ---------- |  | ---------- |  | ---------- |  | ---------- |  | ---------- |
| MPKNAVVILR |  | YGPYSAAGLP |  | VEHHTFRLQG |  | LQAVLAIDGH |  | EVILEKIEDW |
| NVVELMVNEE |  | VIFHCNIKDL |  | EFGGDGKLDP |  | LCEKARIAVL |  | NAY        |

A: Аланін

C: Цистеїн

D: Аспарагінова кислота

E: Глутамінова кислота

F: Фенілаланін

G: Гліцин

H: Гістидин

I: Ізолейцин

K: Лізин

L: Лейцин

M: Метіонін

N: Аспарагін

P: Пролін

Q: Глутамін

R: Аргінін

S: Серин

T: Треонін

V: Валін

W: Триптофан

Задіяний у такому біологічному процесі, як альтернативний сплайсинг. 